# Bénézet

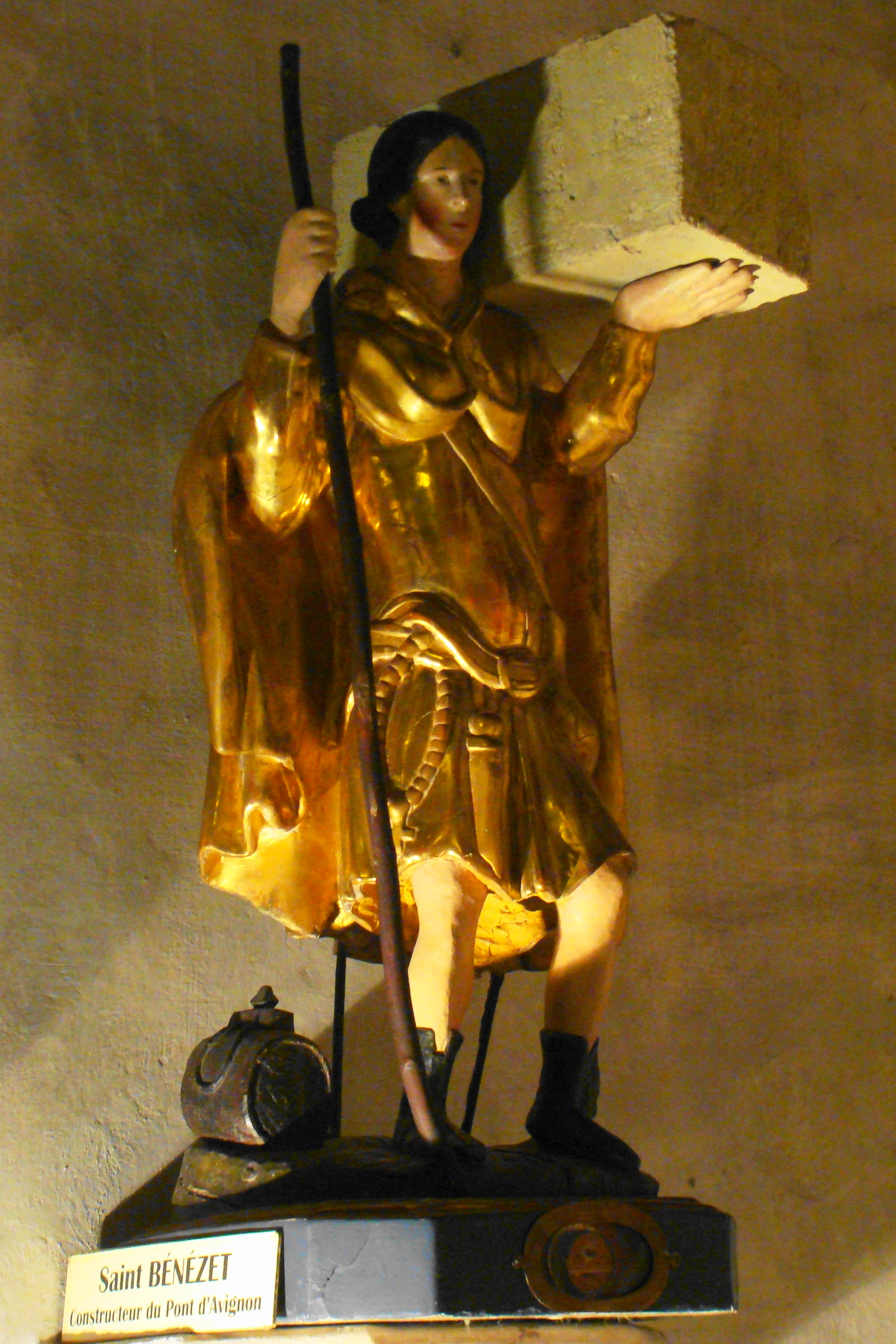
Darstellung Bénézets in der Kathedrale von Avignon

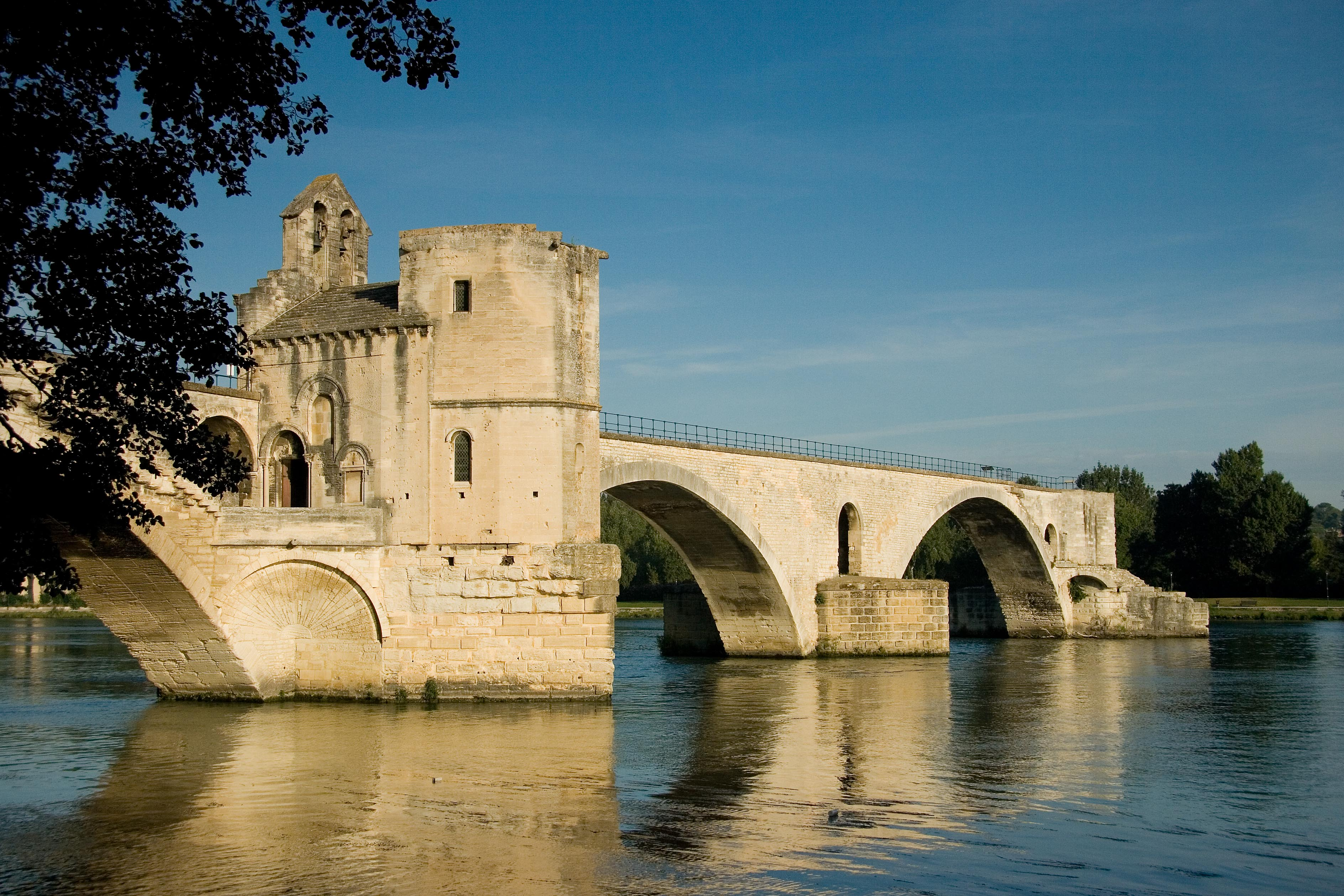
Die Doppelkapelle auf dem Pont Saint-Bénézet

Der heilige Bénézet (Bénézet von Avignon, französisch Bénézet d’Avignon, lateinisch Benedictus Avenionensis, * 1165 in Burzet oder Hermillon; † 1184 in Avignon) ist einer der Stadtpatrone von Avignon in Frankreich.

## Legende
Der Legende nach erhielt der Schäferjunge Bénézet (Benoît, Benedikt) 1177 in einer Vision während einer Sonnenfinsternis den Auftrag, eine Brücke über die Rhone bei Avignon zu errichten. Bei Klerus und Bevölkerung in Avignon stieß Bénézet mit seinem Vorschlag der Überlieferung zufolge zunächst auf Ablehnung. Auf Befehl des Bischofs, der ihn auf die Probe stellen wollte, hob er einen gewaltigen Stein scheinbar mühelos auf und warf ihn an der Stelle in den Fluss, wo das Fundament für die Brücke gelegt werden sollte. Aufgrund dieses göttlichen Zeichens waren die Bürger schließlich überzeugt und die Brücke wurde errichtet.
Tatsächlich entstand zu Bénézets Lebzeiten im 12. Jahrhundert die älteste mittelalterliche Rhonebrücke zwischen Lyon und dem Meer, eine auf Pfeiler gestützte Holzkonstruktion. Die an gleicher Stelle im 14. Jahrhundert entstandene, in wenigen Resten noch erhaltene Steinbrücke trägt aufgrund der Legende den Namen des Jungen und heißt bis heute Pont Saint-Bénézet.
Nach einer später aufgekommenen und im 17. Jahrhundert durch romanhafte Erzählungen popularisierten Sage soll der heilige Bénézet der Gründer einer legendären Bruderschaft der Brückenbrüder gewesen sein, die als eines ihrer ersten Projekte die Brücke von Avignon gebaut haben sollen. Der Ursprung dieser Sage und die Existenz einer solchen Bruderschaft sind fraglich.

## Verehrung
Nach Bénézets Tod im Alter von 19 Jahren soll sein Leichnam in einer Gruft im zweiten Brückenpfeiler niedergelegt worden sein, wo eine wohl in seinem überlieferten Todesjahr 1184 fertiggestellte romanische Kapelle entstand. Darüber wurde im 13. Jahrhundert eine zweite Kapelle im gotischen Stil mit einem Glockengiebel errichtet, sodass sich seitdem eine zweigeschossige Doppelkapelle auf dem Brückenpfeiler befindet. Die Kapelle war dem heiligen Nikolaus geweiht, dem Patron der örtlichen Bruderschaft der Rhoneschiffer. 1274 wurde Bénézet kanonisiert und zu einem Stadtpatron von Avignon erhoben. Heute sind die Gebeine des Heiligen in verschiedenen Kirchen der Stadt verteilt. Sein Kult ist auch in Hermillon in der Maurienne bezeugt, einem vermuteten Geburtsort. In Bénézets traditionell überliefertem Geburtsort Burzet ist ihm ebenfalls eine aus dem 12. Jahrhundert stammende Kapelle geweiht. Wie auch Sankt Nikolaus oder der erst Jahrhunderte später populär gewordene heilige Nepomuk, gilt er als Brückenheiliger. Nachdem die mittelalterliche Brücke von Avignon infolge Beschädigungen durch eine schwere Flut 1660 aufgegeben werden musste, wurden die Reliquien aus der Brückenkapelle 1674 in die Cölestinerkirche überführt; teils auch in die Kathedrale von Avignon. 1854 gelangten Teile davon auch in die Stiftskirche St. Didier in Avignon, wo eine barocke Statue an den jugendlichen Heiligen erinnert.